# Niccolò III dalle Carceri
Niccolò III dalle Carceri (1358 circa – Nasso, 1383), fu il nono duca del Ducato di Nasso dal 1371.

## Biografia
Niccolò III era il figlio di Fiorenza Sanudo e di Giovanni dalle Carceri. Nel 1371 eredita il ducato dopo la morte della madre.
Il suo patrigno Niccolò II Sanudo morì invece nel 1374.
Non si sposò e non ebbe figli (ebbe un solo figlio naturale).
Morì assassinato e gli succedette Francesco I Crispo, suo primo cugino.